# 아부쟁이 얍!
《아부쟁이 얍!》은 네이버TV에서 2015년 11월 2일부터 2015년 11월 16일까지 공개된 웹드라마로, 네이버TV에 선공개 후 KBS 2TV을 통해 심야시간대에 방영하였다.

## 방송 시간
| 구분     | 방송 기간                          | 방송 시간          |
| -------- | ---------------------------------- | ------------------ |
| TV캐스트 | 2015년 11월 2일 ~ 2015년 11월 16일 |                    |
| KBS 2TV  | 2015년 11월 6일                    | 금요일 밤 1시 50분 |

## 등장 인물

### 주요 인물
- 곽동연 : 박건 역
- 윤보라 : 이봉희 역
- 이재진 : 유대치 역
- 문원주 : 강태산 역
- 정재형 : 김호걸 역

### 그 외
- 한정수 : 용호 역
- 배슬기 : 채빈 역
- 김영준 : 동욱 역
- 박휘순 : 종칠 역
- 강윤진 : 미라 역
- 배진웅 : 개복 역
- 방협 : 승목 역
- 엑시 : 세림 역
- 양수빈 : 미숙 역
- 박은지 : 짝궁 역
- 김득겸 : 복학생1 역
- 태원석 : 복학생2 역
- 박재한 : 복학생3 역
- 유성재 : 거울남 역
- 김상현 : 김 기사 역
- 한화성 : 박건의 아버지 역
- 이승원 : 학생주임 역
- 문희윤 : 버스기사 역
- 김별 : 꽃집알바 역
- 김장원 : 길거리 남 역
- 김용건 : 박건의 짝궁 역
- 이인표 : 어린 용호 역
- 송승현 : 어린 채빈 역
- 정호린 : 어린 태산 역
- 윤은서 : 여자아이 역
- 김지윤 : 초등학생 역
- 약현 : 초등학생 역
- 김량수 : 초등학생 역
- 곽상준 : 초등학생 역
- 염석무 : 조폭1 역
- 정완희 : 조폭2 역
- 양혜지 : 안경잡이1 역
- 김성아 : 안경잡이2 역

### 특별출연
- 이철민 : 조폭두목 역
- 조연우 : 교감 역
- 하리수 : 종칠의 누나 역

## 회차별 부제
| 회차 | 업로드 일자      | 부제               | 런닝 타임 |
| ---- | ---------------- | ------------------ | --------- |
| 1화  | 2015년 11월 2일  | 조우               | 21:07     |
| 2화  | 2015년 11월 2일  | 깨진 유리창        | 13:53     |
| 3화  | 2015년 11월 3일  | 1:99               | 16:51     |
| 4화  | 2015년 11월 4일  | 프레임의 법칙      | 12:16     |
| 5화  | 2015년 11월 5일  | 거울의 법칙        | 15:40     |
| 6화  | 2015년 11월 6일  | 여우와 호랑이      | 23:02     |
| 7화  | 2015년 11월 9일  | 기호지세           | 17:06     |
| 8화  | 2015년 11월 10일 | 후광효과           | 13:49     |
| 9화  | 2015년 11월 11일 | 노 리스크 노 리턴  | 19:02     |
| 10화 | 2015년 11월 12일 | 911의 법칙         | 18:29     |
| 11화 | 2015년 11월 13일 | 고양이를 문 쥐     | 17:33     |
| 12화 | 2015년 11월 16일 | 도전과 응전의 법칙 | 17:09     |